# Teoría del aprendizaje electrónico
La teoría del Aprendizaje Electrónico describe los principios de la ciencia cognitiva del aprendizaje  electrónico multimedia efectivo. La investigación y teoría cognitiva sugiere que la apropiada selección de modalidades multimedia simultáneas pueden mejorar el aprendizaje, así como también la aplicación de algunos otros principios.

## Principios
El efecto de la modalidad (Modality effect)
El “principio de la modalidad” de Richard E. Mayer, declara que si los materiales contienen información tanto gráfica como verbal, la información verbal debe proporcionarse únicamente en formato auditivo y no de manera escrita.
Teóricamente, el “principio de la modalidad” está basado en un modelo de memoria de trabajo de Alan Baddeley y Graham Hitch quienes propusieron que la memoria de trabajo tiene dos subcomponentes mayormente independientes que tienden a trabajar en paralelo – uno visual y otro acústico/verbal. Esto dio lugar a la “teoría del canal dual” (dual-coding theory), propuesta por primera vez por Allan Paivio y luego aplicada a aplicaciones multimedia por Richard Mayer. De acuerdo a Mayer, canales separados de memoria de trabajo procesan la información visual y auditiva. Consecuentemente, un alumno puede usar más las capacidades del proceso cognitivo para estudiar materiales que combinen información auditiva/verbal con información gráfica que aquellos que combinen texto con información gráfica. En otras palabras, los materiales multimodales reducen la carga cognitiva impuesta en la memoria de trabajo.
En una serie de estudios Mayer y sus colegas probaron la teoría del canal dual de Paivio con multimedia. Se descubrió que los estudiantes que aprendían con dicho programa multimedia con animación y narración obtuvieron regularmente mejores resultados que aquellos que aprendieron con animación y material escrito. Esto es, los estudiantes tuvieron un mejor aprovechamiento cuando necesitaron aplicar lo que habían aprendido después de recibir multimedia en vez de mono-media (instrucción visual solamente). Estos resultados fueron confirmados después por otro grupo de investigadores.
Los estudios iniciales en aprendizaje multimedia estaban limitados a procesos lógicos centrados en sistemas de causa-efecto; como los sistemas de frenado automotriz, el funcionamiento de la bomba de una bicicleta o la formación de las nubes. Sin embargo, investigaciones subsecuentes encontraron que el efecto de la modalidad se extendía a otras áreas del aprendizaje.
El efecto de la atención dividida (Split attention effect)
Mayer descubrió que “los estudiantes aprenden mejor con animación y narración que con animación, narración y texto en la pantalla”
Por lo tanto es mejor eliminar material redundante. Los estudiantes no aprenden tan bien cuando escuchan y ven el mismo mensaje durante una presentación. Esto es un caso especial del efecto de la atención dividida de Sweller y Chandler.
El aprendizaje mejora cuando componentes tales como palabras y figuras están presentadas en una “contigüidad espacial”, esto se refiere a que los componentes deben estar físicamente cerca unos de otros en la página o pantalla. De manera similar, la “contigüidad temporal” se refiere a la presentación simultánea de palabras y figuras correspondientes en lugar de presentarlo de manera sucesiva. El aprendizaje es más efectivo cuando el material ajeno es excluido en vez de incluido, a lo que Meyer llamó “coherencia”. Los efectos del diseño mejorado tienen más beneficios para los estudiantes de bajo dominio y de mayor habilidad visual/ espacial, que para los de dominio alto y pocas habilidades visuales/ espaciales.
Tales principios pueden no ser válidos fuera del laboratorio. Por ejemplo, Muller encontró que agregando aproximadamente 50% de material ajeno pero interesante no resultó en una diferencia significativa en el desempeño de los estudiantes. Existe un debate concerniente a los mecanismos bajo estos principios benéficos, y en qué condiciones se pueden aplicar.

## Teorías del aprendizaje
Toda práctica pedagógica que se diga adecuada contiene en su núcleo una teoría del aprendizaje. Sin embargo aún no ha aparecido ninguna práctica superior de aprendizaje electrónico, y parece poco probable que suceda dado el alcance de los estilos de enseñanza-aprendizaje, las posibles maneras en que la tecnología puede ser implementada y las maneras en que está cambiando la tecnología educativa. Varios enfoques pedagógicos o teorías del aprendizaje pueden ser considerados para diseñar e interactuar con programas de aprendizaje electrónico. 
El Constructivismo social  – esta pedagogía tiene en particular gran alcance debido al uso de foros de discusión, blogs, wikis, y actividades colaborativas en línea. Es un enfoque colaborativo que abre la creación de contenido educacional a un grupo más extenso, incluyendo a los mismos estudiantes. La fundación One Laptop Per Child Foundation intentó utilizar un enfoque constructivista en su proyecto.
El modelo conversacional de Laurillard's también es particularmente relevante en el aprendizaje electrónico, y el modelo de Cinco etapas (Five-Stage Model) de Gilly Salmon es un enfoque pedagógico para el uso de tableros de discusión.
La perspectiva cognitiva se enfoca en los procesos cognitivos involucrados en el aprendizaje así como en la forma en que trabaja el cerebro.
La perspectiva emocional se centra en los aspectos emocionales del aprendizaje, como lo son la motivación, el compromiso, la diversión, etc.
La perspectiva conductual se basa en las habilidades y los resultados conductuales del proceso de aprendizaje. Por ejemplo, juegos de roles y aplicación de ajustes en la práctica.
La perspectiva contextual trata de los aspectos sociales y ambientales, los cuales pueden estimular el aprendizaje. La interacción con otras personas, descubrimiento colaborativo y la importancia del apoyo entre pares, al igual que la tensión.
El modo neutral es la convergencia o promoción del aprendizaje “transmodal”, donde estudiantes en el aula y en línea pueden coexistir en un ambiente único de aprendizaje, alentando así en ellos las interconectividad y el aprovechamiento de la inteligencia colectiva.
Para muchos teóricos la interacción entre estudiante-maestro y estudiante-estudiante en el ambiente en línea es lo que mejora el aprendizaje (Mayes y de Freitas 2004). La teoría de Pask de que el aprendizaje ocurre a través de conversaciones acerca de un tema, lo que a su vez ayuda a hacer el conocimiento explícito tiene una innegable aplicación al aprendizaje dentro de un Ambiente Educativo Virtual
Gilly Salmon desarrolló un modelo de cinco etapas de aprendizaje y moderación electrónicas que por algún tiempo ha tenido mayor influencia donde los cursos y foros de discusión en línea han sido utilizados. En su modelo de cinco etapas el acceso y habilidades individuales de utilizar la tecnología de los estudiantes son el primer paso para la participación y el alcance de logros. El segundo paso implica que los estudiantes creen una identidad en línea y que encuentren otros con los cuales interactuar; la socialización en línea es un elemento crítico del proceso de aprendizaje electrónico en este modelo. En el paso tres los estudiantes están proporcionando y compartiendo información relevante sobre el curso entre ellos. La interacción colaborativa entre estudiantes es central en el cuarto paso. El quinto paso implica que los estudiantes busquen beneficios del sistema y usen los recursos fuera de él para profundizar su aprendizaje. A lo largo de todo este modelo, el tutor/maestro/conferencista cumple el rol de moderador o moderador electrónico, actuando como facilitador del aprendizaje del estudiante. 
Algunas críticas han empezado a surgir. El modelo de Gilly Salmon no se transfiere fácilmente a otros contextos (ella lo desarrolló con su experiencia en un curso de aprendizaje a distancia en una Universidad Abierta). El modelo también ignora la variedad de enfoques de aprendizaje que son posibles dentro de la Comunicación Mediada por Computadora (CMC) y el alcance de las teorías de aprendizaje que están disponibles (Moule 2007)